# Stanley Cup 1995
La finale della Stanley Cup 1995 è stata una serie al meglio delle sette gare che ha determinato il campione della National Hockey League per la stagione 1994-95. Al termine dei playoff i New Jersey Devils, campioni della Eastern Conference, si sfidarono contro i Detroit Red Wings, campioni nella Western Conference. I Detroit Red Wings nella serie finale di Stanley Cup usufruirono del fattore campo, in virtù del maggior numero di punti ottenuti nella stagione regolare, 70 punti contro i 52 dei Devils. La serie iniziò il 17 giugno e finì il 24 giugno con la conquista da parte dei Devils della Stanley Cup per 4 a 0.
Nonostante la stagione regolare dimezzata a causa del lockout i playoff e le finali vennero disputate regolarmente senza variazioni di formato. La finale fra Devils e Red Wings fu la prima di nove serie consecutive disputate da sole franchigie statunitensi, oltre ad essere la prima di quattro finali consecutive concluse dopo sole quattro gare. I Devils dopo 21 dal loro arrivo nel New Jersey conquistarono per la prima volta la Stanley Cup partendo dalla quinta posizione della Conference, record battuto nel 2012 dai Los Angeles Kings ottavi nella Western Conference proprio contro i Devils. Inoltre il record di vittorie durante la stagione regolare dei Devils fu il più basso dal titolo dei Toronto Maple Leafs nel 1967.
Al termine della serie l'ala destra canadese Claude Lemieux fu premiato con il Conn Smythe Trophy, trofeo assegnato al miglior giocatore dei playoff.

## Contendenti

### New Jersey Devils
I New Jersey Devils conclusero la stagione regolare al secondo posto della Atlantic Division, il quinto della Conference, con 52 punti conquistati. Nel corso dei playoff sconfissero al primo turno i Boston Bruins per 4-1, mentre al secondo i Pittsburgh Penguins per 4-1. Nella finale della Conference infine affrontarono i rivali dei Philadelphia Flyers e vinsero la serie per 4-2.

### Detroit Red Wings
I Detroit Red Wings conclusero la stagione regolare al primo posto nella Central Division, nonché il primo nella Conference, totalizzando 70 punti che valsero loro il Presidents' Trophy. Al primo turno sconfissero i Dallas Stars, per 4-1, mentre al secondo turno superarono per 4-0 i San Jose Sharks. Infine nella finale di Conference sconfissero per 4-1 i Chicago Blackhawks.

## Serie

### Gara 1
| Arbitro: | Bill McCreary |

|                            |           |                  |
| Richer 29:41 Lemieux 43:17 | Marcatori | 33:08 Ciccarelli |

### Gara 2
| Arbitro: | Terry Gregson |

|                                                         |           |                            |
| MacLean 29:40 Niedermayer 49:47 Dowd 58:36 Richer 59:39 | Marcatori | 27:17 Kozlov 41:36 Fëdorov |

### Gara 3
| Arbitro: | Kerry Fraser |

|                             |           |                                                                 |
| Fëdorov 56:57 Yzerman 58:27 | Marcatori | 10:30 Driver 16:52 Lemieux 26:59 Broten 28:20 McKay 48:14 Holik |

### Gara 4
| Arbitro: | Bill McCreary |

|                            |           |                                                        |
| Fëdorov 02:03 Coffey 13:01 | Marcatori | 01:08, 27:56 Broten 17:45, 52:35 Chambers 47:46 Brylin |

## Roster dei vincitori
| Vincitori della Stanley Cup 1995 New Jersey Devils | Portieri: Martin Brodeur, Chris Terreri Difensori: Ken Daneyko, Scott Stevens (C), Tommy Albelin, Chris McAlpine, Bruce Driver (A), Scott Niedermayer, Kevin Dean, Shawn Chambers Attaccanti: Mike Peluso, Neal Broten, Jim Dowd, Bill Guerin, Brian Rolston, John MacLean (A), Bobby Holik, Tom Chorske, Sergej Brylin, Bobby Carpenter, Danton Cole, Randy McKay, Claude Lemieux, Valerij Zelepukin, Stéphane Richer Staff Tecnico: Jacques Lemaire (Allenatore), Dennis Gendron (Ass. allenatore), Larry Robinson (Ass. allenatore) |